# Filharmonia Berlińska
Filharmonia Berlińska (niem. Berliner Philharmonie) – budynek przy Kemperplatz w Berlinie wzniesiony w latach 1960–1963 według projektu architekta Hansa Scharouna, siedziba Berliner Philharmoniker.